# 城伯
城伯（じょうはく、独: Burggraf）とは、神聖ローマ帝国における爵位の1つ。都市伯とも。

## 概要
フランク王国崩壊後の神聖ローマ帝国において、城塞 (Burg) の司令官を意味する城伯は有名無実の公職になり、称号のみが帝国の封建諸侯によって世襲され、王室に準ずる地位を表した。プロイセン王室（ホーエンツォレルン家）はその官職が形骸化し、ブランデンブルク辺境伯に封じられたのちも、ニュルンベルク城伯の称号を保持し続けた。ポーランド・リトアニア共和国では城伯は子爵に相当する爵位であり、元老院議員に列せられた。